# Mount Matin
Der Mount Matin (französisch Mont du Matin) ein 2385 m hoher und größtenteils verschneiter Berg an der Graham-Küste im Westen des Grahamlands auf der Antarktischen Halbinsel. Auf der Kiew-Halbinsel überragt er die Wasserscheide nördlich des Hotine-Gletschers.
Teilnehmer der Vierten Französischen Antarktisexpedition (1903–1905) unter der Leitung des Polarforschers Jean-Baptiste Charcot kartierten ihn. Charcot benannte ihn nach der französischen Zeitung Le Matin, die sich großzügig an den Kosten der Forschungsreise beteiligt hatte. Das UK Antarctic Place-Names Committee übertrug diese Benennung im Jahr 1959 ins Englische.